# Crisis diplomática entre Colombia y Venezuela de 2013
La crisis diplomática entre Colombia y Venezuela de 2013 hace referencia a las divergencias entre el gobierno venezolano de Nicolás Maduro con su homólogo de Colombia por el encuentro que sostuvo el expresidente de este país, Juan Manuel Santos, con el excandidato presidencial de Venezuela Henrique Capriles en la Casa de Nariño el 29 de mayo de 2013; reunión de la cual no se profirió declaración alguna y solo se conoce una fotografía, la oficial.
El gobierno venezolano y representantes de otros poderes, como el presidente de la Asamblea Nacional Diosdado Cabello afirmaron que desde Bogotá la oposición venezolana junto con sectores políticos del vecino país orquestan un plan para removerlos del poder. Por su parte, el gobierno Santos respondió que no conoce ni menos participa de tales pretensiones; el uribismo, corriente política conocida por sus críticas a Santos, respaldó el encuentro clandestino.
Después de varias semanas los presidentes de ambos países acordaron reunirse para tratar de solucionar sus diferencias, reunión que se produjo el 22 de julio de 2013 en Puerto Ayacucho, en el Estado Amazonas al sur de Venezuela en donde acordaron trabajar juntos y reactivar la agenda bilateral.